# Fort Atkinson (Wisconsin)
Fort Atkinson è una city degli Stati Uniti d'America, situata nella contea di Jefferson dello stato del Wisconsin.